# Trichocera thaleri
Trichocera thaleri är en tvåvingeart som beskrevs av Jaroslav Stary 2000. Trichocera thaleri ingår i släktet Trichocera och familjen vintermyggor.
Artens utbredningsområde är Österrike. Inga underarter finns listade i Catalogue of Life.